# Stadion autóbusz-állomás

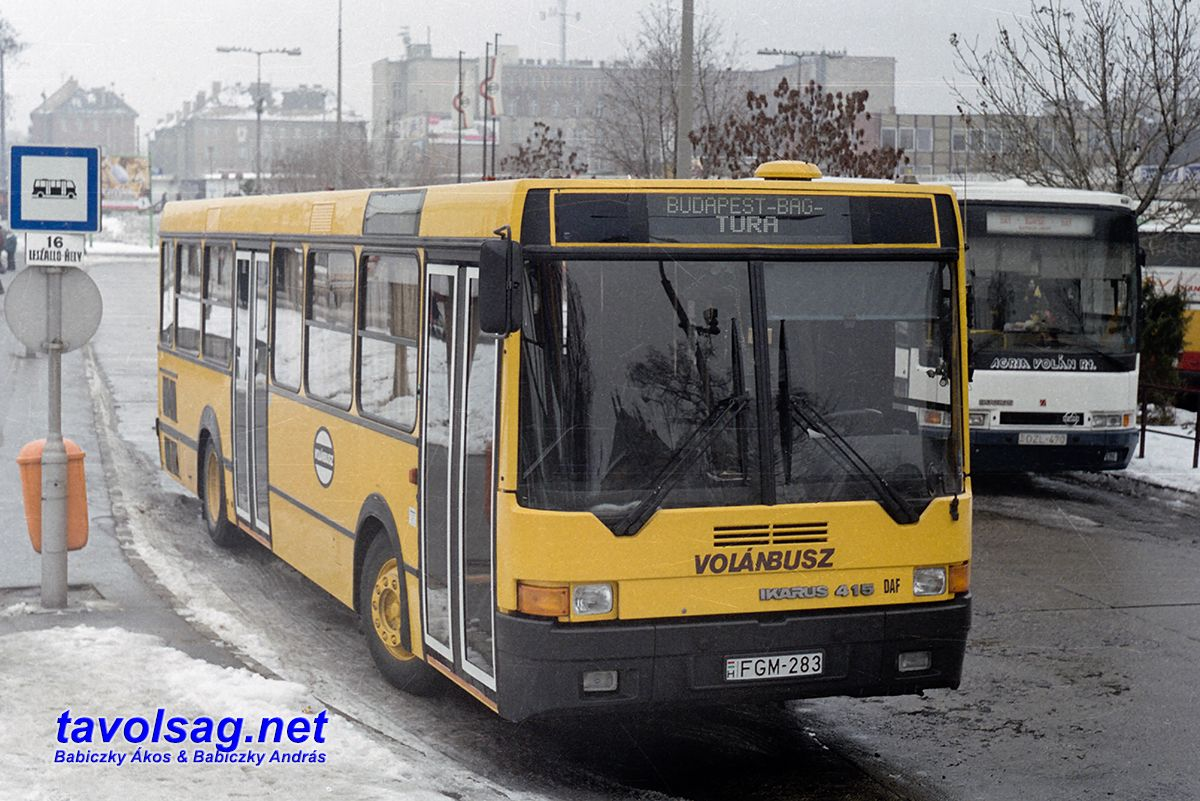
Helyközi kivitelű Ikarus 415 típusú autóbusz a régi, nyitott pályaudvaron

A Stadion autóbusz-állomás (megnyitásakor: Budapesti Nagy Sportcsarnok autóbusz-pályaudvar, később: Budapest-Népstadion autóbusz-pályaudvar, amely rövidítve: BNS) egy budapesti autóbusz-pályaudvar, melyet a Volánbusz üzemeltet. Az állomásról induló helyközi buszok Szada, Aszód és Gödöllő felé, a távolsági buszok pedig Jászberény, Hatvan, Gyöngyös, Salgótarján és Eger felé közlekednek.

## Története
A Budapest Sportcsarnokkal egy időben nyílt meg 1982-ben. Ide költöztek ki az 1949-2001 között üzemelt Erzsébet tér autóbusz-pályaudvarról az észak-kelet magyarországi megyékbe induló helyközi ás távolsági autóbuszjáratok. A régi, nyitott buszpályaudvar is nagyjából a jelenlegi helyen állt. A pályaudvart azután építették át, amikor a Sportaréna helyén álló egykori Budapest Sportcsarnok 1999 adventjének idején leégett. A Sportcsarnok helyén épített Papp László Budapest Sportaréna nagyobb, mint az elődje volt, így a régi buszállomás útban volt. A Sportcsarnok bontása és az új Sportaréna felépítése alatt a pályaudvar ideiglenesen az építkezés másik oldalán, az Ifjúság útja és a Stefánia út sarkán, a Népstadion melletti Dromosz szoborpark szomszédságában kialakított, konténerekből épített terminálon kapott ideiglenes helyet. A pályaudvart ekkor süllyesztették le a jelenlegi szintjére. 2003 márciusában nyílt meg a Sportaréna és szeptemberben adták át az új buszpályaudvart.

## Elhelyezkedése
A buszpályaudvar jelenlegi formájában fedett, két oldalról zárt, félig a föld alatt található, emiatt állandó megvilágításra és mesterséges szellőztetésre szorul. Fölötte az Sportaréna körüli park található, azzal építészetileg egy egységet képez.

## Megközelítése tömegközlekedéssel
- Metró:
- Villamos:  1, 1A
- Trolibusz:  73, 75, 77, 80
- Autóbusz:  95, 130, 195
- Éjszakai busz:  901, 908, 918, 931, 931A, 956, 990
- Elővárosi busz:  396, 397, 398, 399, 400, 402, 410, 412, 414, 422, 424, 430, 432, 434, 435, 436, 437, 438, 439, 440, 441, 442, 485, 486
- Távolsági busz:  1020, 1021, 1024, 1031, 1034, 1040, 1044, 1045, 1046, 1049, 1050, 1051, 1052, 1053, 1054, 1055, 1060, 1066, 1067, 1068, 1069, 1070, 1075, 1076, 1077, 1078